# Gustav Angenheister
Gustav Heinrich Angenheister (Cleves, 26 de fevereiro de 1878 — Göttingen, 28 de junho de 1945) foi um geofísico alemão.

## Vida
Gustav Angenheister estudou matemática e ciências naturais em Heidelberg, Munique e Berlim, onde concluiu o curso em 1902. Na Universidade de Berlim concluiu seus estudos em dezembro de 1902 com a dissertação Beiträge zur Kenntnis der Elastizität der Metalle. Depois de ser assistente do professor Ouinke no Instituto de Física da Universidade de Heidelberg e ter prestado um ano de serviço militar, foi para o Instituto de Geofísica da Universidade de Göttingen em 1905, onde foi assistente de Emil Wiechert.
De 1907 a 1909 trabalhou no observatório de Samoa, na época colônia alemã, em 1910 pesquisou na Islândia a relação entre tempestade geomagnética e aurora polar.
Em 1911 habilitou-se em Göttingen, sendo sua área principal ondas sísmicas.
A partir do segundo semestre de 1911 passou mais dois anos em Samoa, casou em 1914 com Edith Tammann, e foi diretor do observatório de Samoa até 1921. Durante a Primeira Guerra Mundial passou alguns meses na prisão. Em 1922 trabalhou no Instituto Geodésico de Potsdam, onde foi diretor do Departamento de Geofísica a partir de 1926. Neste mesmo ano foi denominado professor da Universidade Técnica de Berlim
Após o falecimento de Emil Wiechert em 1928, foi seu sucessor como diretor do Instituto de Geofísica da Universidade de Göttingen.